# Maripa (Venezuela)
Maripa é uma cidade venezuelana, capital do município de Sucre (Bolívar).